# Johann Heinrich von Stein

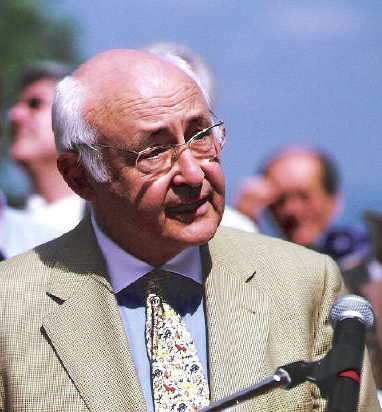
Johann Heinrich von Stein bei der Einweihung der Stauferstele auf dem Hohenstaufen am 1. Juni 2002

Johann Heinrich von Stein (* 20. Februar 1937 in Köln) ist ein deutscher Wirtschaftswissenschaftler.

## Leben
Er studierte und promovierte an der Ludwig-Maximilians-Universität München. Es folgten praktische Tätigkeiten in Kreditinstituten und in der Wirtschaftsprüfung, Lehr- und Forschungstätigkeit an ausländischen Hochschulen, diverse Studienaufenthalte in den USA, Japan, der Volksrepublik China, Südostasien und Russland.
Von 1977 bis 2002 war von Stein Inhaber des Lehrstuhls für Betriebswirtschaftslehre, insbesondere Kreditwirtschaft, Geschäftsführer der Stiftung Kreditwirtschaft und des Europäischen Bausparinstituts (EBI), beide an der Universität Hohenheim. Seine Forschungsschwerpunkte waren Internationalisierung des Bankwesens, Risikoanalyse und -steuerung, finanzwirtschaftliche Innovation sowie Marketing von Kreditinstituten.
Er ist Herausgeber mehrerer Schriftenreihen und Monographien, darunter der in 40. Auflage vorliegende Obst/Hintner: Geld-, Bank- und Börsenwesen. Er ist Mitglied im Komitee der Stauferfreunde, ist Stifter der im Jahr 2000 beim Castel Fiorentino errichteten ersten Stauferstele und einer der Stifter der im Jahr 2002 auf dem Hohenstaufen errichteten zweiten Stauferstele.
Johann Heinrich von Stein war Mitunterzeichner des eurokritischen Manifests Die währungspolitischen Beschlüsse von Maastricht: Eine Gefahr für Europa (1992).

## Schriften (Auswahl)
- (mit Hans Adams): Innovationsmanagement bei Finanzdienstleistungen. Frankfurt am Main 1988
- Zur Entwicklung der deutschen Kapitalmärkte bis 1992. Stuttgart 1989
- (mit Jürgen Terrahe):  Handbuch Bankorganisation.  Wiesbaden 1991
- Banken in Japan heute. Frankfurt am Main 1994
- Das Finanzsystem Chinas im Wandel.  Frankfurt 1997
- Handbuch EURO. Analysen und Strategien für Bank- und Finanzmanagement.  München 1998
- (mit Jürgen von Hagen): Obst/Hintner: Geld-, Bank- und Börsenwesen. Ein Handbuch.  Stuttgart 2000